# Stefan Zweig
Stefan Zweig /ˈʃteːfan t͡svaɪ̯k/ (Vienna, 28 novembre 1881 – Petrópolis, 22 febbraio 1942) è stato uno scrittore, drammaturgo, giornalista, biografo, storico e poeta austriaco naturalizzato britannico.

Firma di Stefan Zweig

All'apice della sua carriera letteraria, tra gli anni venti e trenta del XX secolo, è stato mediatore fra le culture, animato da sentimenti pacifisti e umanisti; è noto come autore di novelle e biografie. Politicamente era internazionalista, cosmopolita ed europeista, espressioni di alcuni sentimenti diffusi durante la Belle Époque, periodo della sua formazione al quale guardò sempre con rimpianto per la pace che regnava specialmente nella Mitteleuropa, sotto l'Impero austro-ungarico prima dello scoppio della prima guerra mondiale.
Nel primo dopoguerra fu un oppositore fermo dei totalitarismi nascenti, in particolare un convinto antifascista. Abbandonò l'Austria dopo l'Anschluss, anche per le sue origini ebraiche, e lasciò l'Europa continentale dopo l'avvento al potere del nazionalsocialismo e con la seconda guerra mondiale imminente; rifugiatosi poi negli Stati Uniti d'America e infine in Brasile, qui si suicidò nel 1942 assieme alla sua seconda moglie.

## Biografia

### Infanzia e gioventù

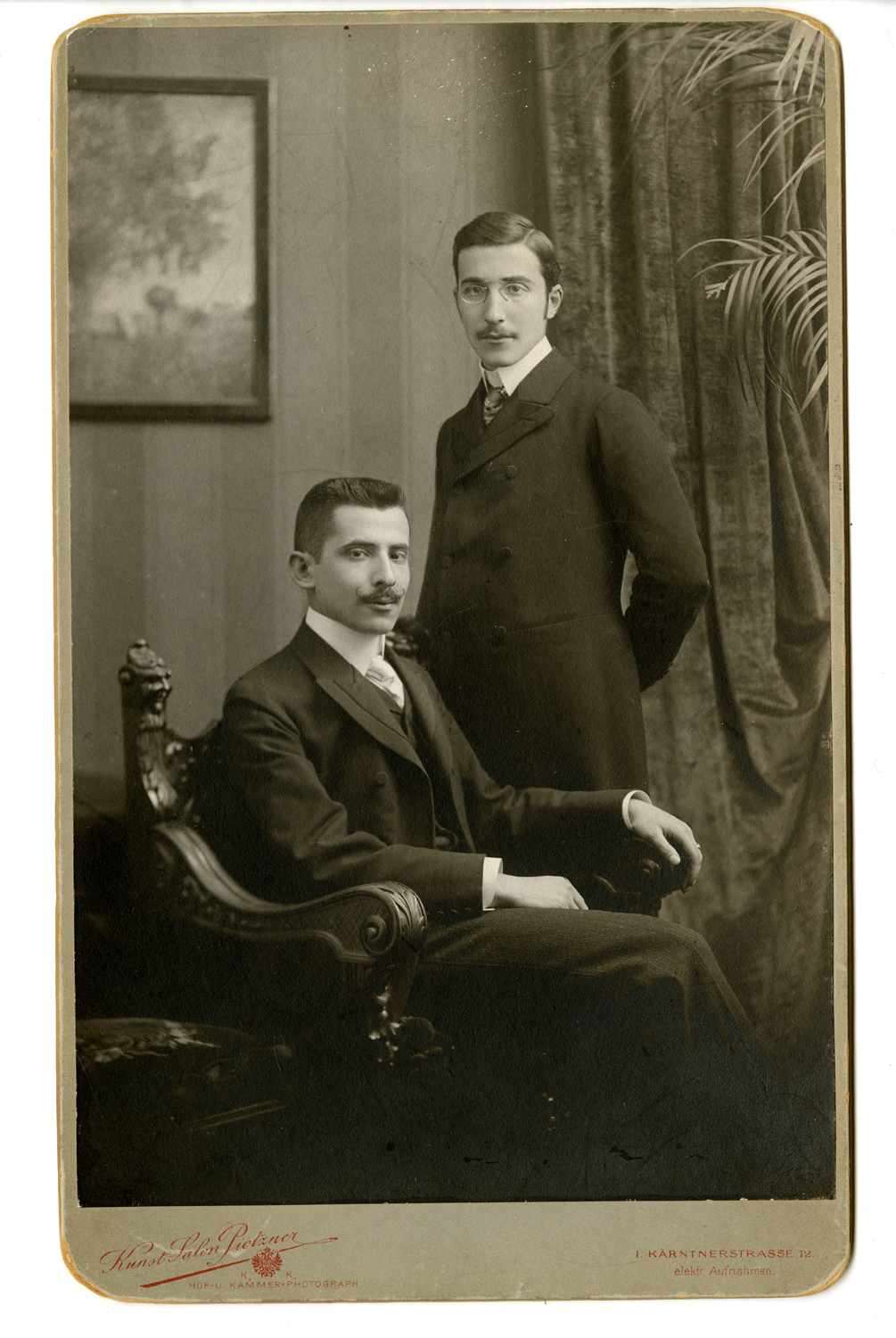
Zweig (in piedi) e suo fratello Alfred (Vienna, 1900)

Stefan Zweig nacque a Vienna, capitale dell'Impero austro-ungarico assieme a Budapest, il 28 novembre 1881 in un'agiata famiglia ebraica, secondo e ultimo figlio dell'industriale Moritz Zweig (1845-1926) e della sua consorte Ida Brettauer (1854-1938), nata ad Ancona da una famiglia originaria di Hohenems, dov'era proprietaria di una banca. La sua gioventù fu influenzata dalla sicurezza economica della famiglia e dal clima artistico e intellettuale della Vienna di fine Ottocento, molto più che dalla scuola, che trovava monotona. Come la maggior parte dei suoi coetanei, si interessava poco dei problemi politici e sociali coevi.
Nel 1900 iniziò gli studi di filosofia all'Università di Vienna, che continuò dal 1902 a Berlino, in Germania. Si laureò nel 1904 con una tesi sulla filosofia di Hippolyte Taine. Finiti gli studi, con l'appoggio dei genitori fece diversi viaggi, conoscendo l'Europa e diventando a sua detta "a poco a poco europeo". Si fermò per lunghi periodi a Parigi e a Londra, ed ebbe occasione di incontrare Émile Verhaeren, Georges Duhamel, Auguste Rodin e Hermann Hesse.
Tra il 1908 e il 1909 fece un viaggio in Asia, seguito da uno in America nel 1911. Tornato in Europa, fece amicizia con Romain Rolland e conobbe Friderike Maria von Winternitz, infelicemente coniugata, con la quale si sposò nel 1920.
Lo scoppio della Grande guerra fu per Zweig un dramma:
(Stefan Zweig, "Prefazione", Il mondo di ieri. Ricordi di un europeo; in questo brano Zweig descrive il proprio sconforto per lo scoppio della grande guerra nel 1914)
All'inizio del conflitto ritornò a Vienna dal Belgio, dov'era stato con Verhaeren. Dal 1917 fino alla fine della guerra passò la maggior parte del tempo in Svizzera, in particolare a Zurigo e a Ginevra, dove tenne contatti con Hermann Hesse, James Joyce e Ferruccio Busoni. Il rapporto con un italiano, in tempo di guerra, comportava pregiudizi su ambedue i lati della frontiera bellica, pregiudizi che furono così rievocati da Zweig, da sempre anti-nazionalista, nel suo capolavoro autobiografico:

### Gli anni a Salisburgo

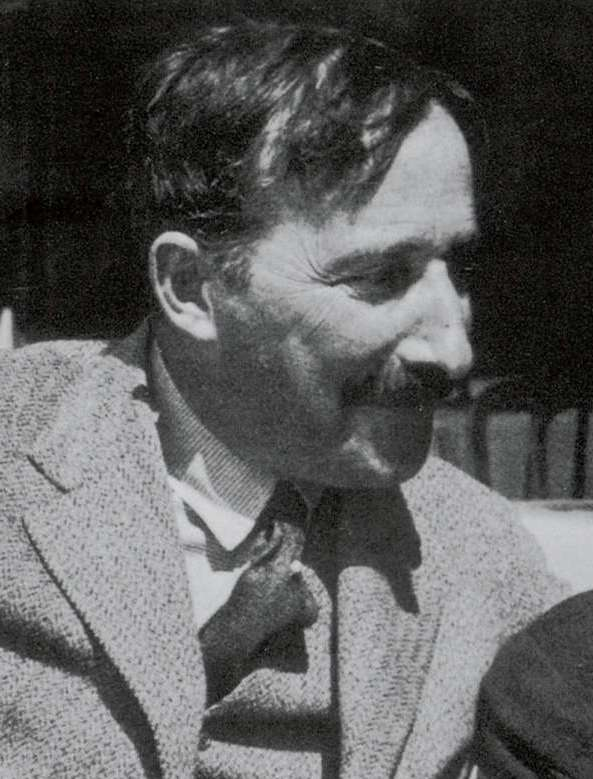
Zweig fotografato da Lotte Altmann nel 1936

Dopo la guerra, in cui non combatté ma che considerò un trauma perché dissolse l'Europa in cui era cresciuto e vissuto, tornò in Austria e si stabilì a Salisburgo insieme alla moglie. Zweig cominciò la sua militanza pacifista, che sarebbe continuata fino al 1939.
Ebbe inizio il suo grande successo come scrittore: divenne l'autore più tradotto nel mondo della sua epoca. Il successo non cancellò la grande sfiducia di Zweig verso sé stesso come autore. Viaggiò molto e rimase impressionato dal suo viaggio nella Russia sovietica in occasione del centenario di Lev Tolstoj nel 1928, in cui incontrò Maksim Gor'kij per la prima volta. Ripetutamente soggiornò in Italia e in Francia, incontrando nuovamente Gor'kij a Sorrento e Joseph Roth a Cap d'Antibes.
La sua situazione finanziaria gli consentì di ampliare la collezione di manoscritti originali, acquistando scritti autografi di Wolfgang Amadeus Mozart, Johann Sebastian Bach, Ludwig van Beethoven, Johann Wolfgang von Goethe e Honoré de Balzac.

### Esilio

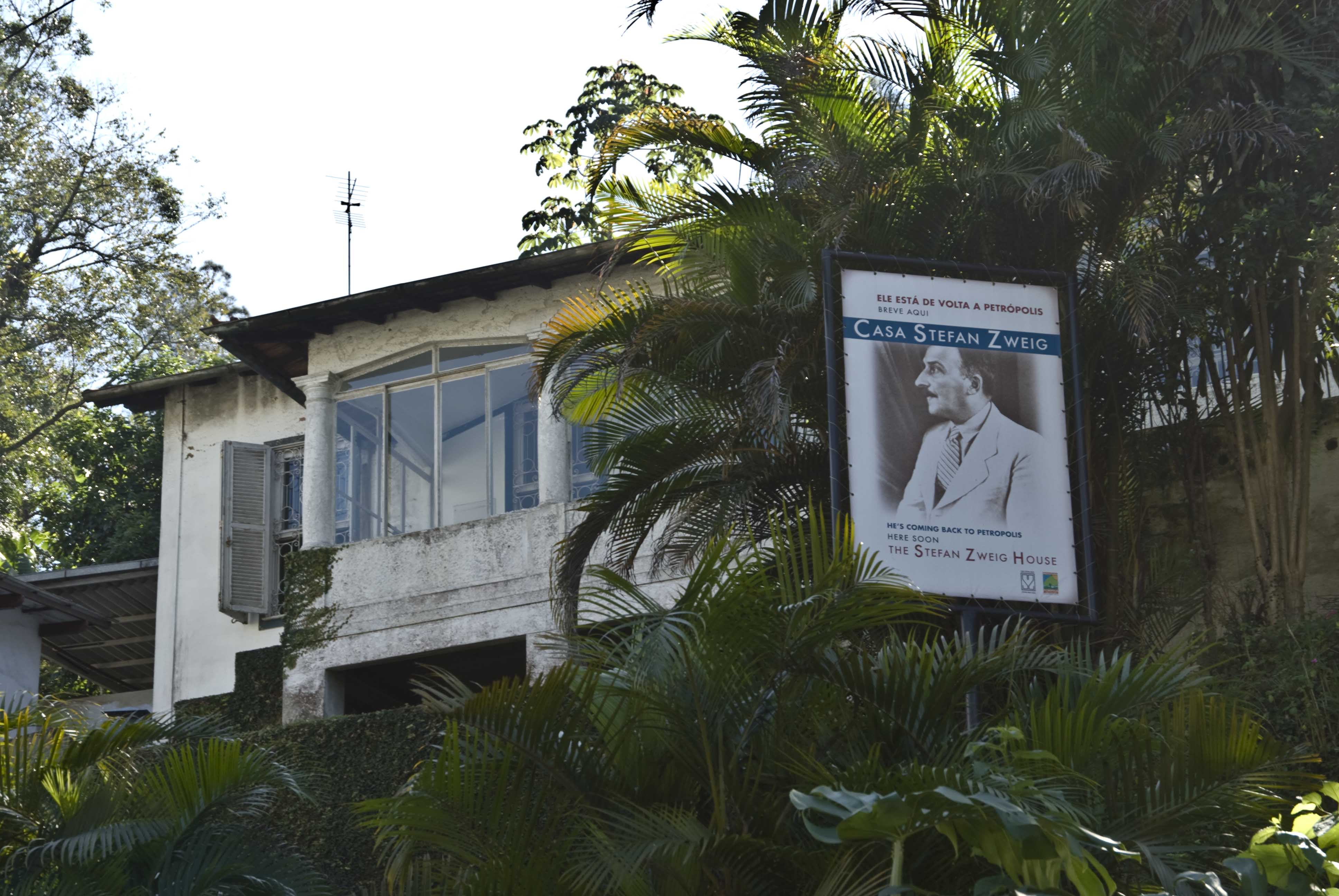
Ultima residenza di Zweig in Brasile

Nel 1933, in Germania, con la salita al potere di Hitler, le opere di Zweig furono bruciate dai nazisti. Zweig fu fiero di condividere questa sorte con celebrità come i fratelli Thomas e Heinrich Mann, Franz Werfel, Sigmund Freud e Albert Einstein. Nel 1934 lasciò l'Austria per raggiungere Londra senza la sua famiglia. Nel 1938, dopo l'annessione dell'Austria al Terzo Reich, chiese e ottenne la cittadinanza britannica. Nello stesso anno divorziò dalla moglie Friderike e nel 1939 sposò la giovane segretaria Lotte (Charlotte) Altmann (1908-1942), con la quale l'anno dopo, disilluso e rassegnato, andò ad abitare a New York, ben sapendo che non avrebbe più rivisto l'Europa. Terminò l'autobiografia il giorno stesso dell'inizio della guerra.

Nel 1941 si spostò a Petrópolis, in Brasile, dove si suicidò, con un'overdose di barbiturici (Veronal), insieme alla sua seconda moglie nella notte tra il 22 e il 23 febbraio 1942:
(Dalla lettera all'amico Alfred Altmann, 22 febbraio 1942)
Soffriva, come la moglie, di crisi depressive, dovute anche all'esilio e alla sua mancanza di speranza per il futuro dell'Europa, dominata da violenza e autoritarismo.
I corpi dei coniugi Zweig furono ritrovati vestiti e composti sul letto, vicini e come addormentati serenamente. Alcune incongruenze fecero inizialmente pensare alla polizia brasiliana all'omicidio per mano di simpatizzanti o agenti segreti della Germania nazista che lo riteneva "l'intellettuale ebreo più pericoloso", ma in seguito si accettò la versione ufficiale.

Zweig in Brasile, foto probabilmente del 1941

Accanto al letto fu trovato un biglietto d'addio, autografo e riconosciuto autentico, intitolato Declaração ("Dichiarazione" in portoghese) che recitava: 

## La sua produzione

### Introduzione
Nell'arco della quarantennale eclettica attività letteraria di Zweig si riscontra continuativamente il segno della scuola della Jungwien, il cui classicismo si esprime nella correttezza e precisione del linguaggio, nell'esposizione brillante e scorrevole, non priva di punte poetiche.

### Prime opere
Zweig scrisse le sue prime poesie, influenzate da Hugo von Hofmannsthal e Rainer Maria Rilke, mentre frequentava ancora il liceo. Nel 1901 venne pubblicato il primo volume di poesie col titolo Silberne Saiten (Corde d'argento). Ottenne notorietà per la prima volta con alcuni articoli, novelle e saggi pubblicati sul giornale Neue Freie Presse di Vienna.

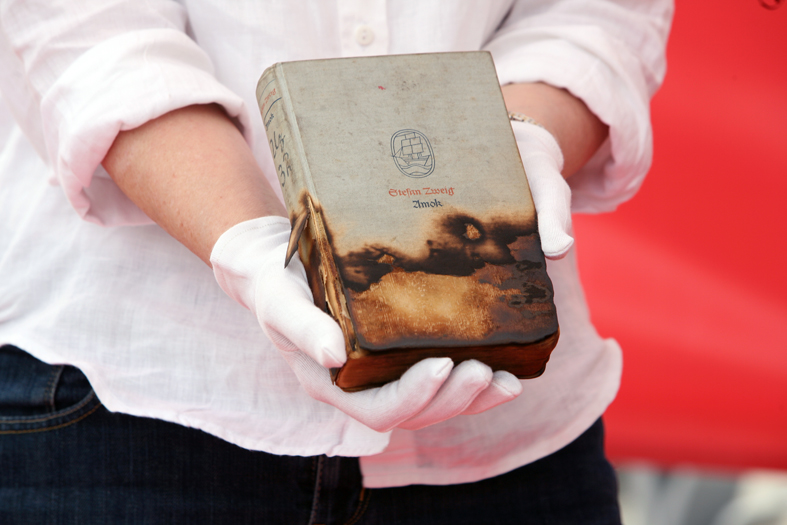
Copia di Amok (1922), libro di Zweig sopravvissuto ad un rogo di libri nazista

Negli anni seguenti pubblicò racconti, drammi, biografie e traduzioni di poesie e novelle di autori francesi, soprattutto di Paul Verlaine, e poi anche dei belgi Émile Verhaeren, sul quale più tardi scrisse una monografia, e Camille Lemonnier.
Una prima raccolta di quattro novelle venne pubblicata nel 1904 con il titolo Die Liebe der Erika Ewald (L'amore di Erika Ewald), seguita da un'altra raccolta di poesie nel 1906, Die frühen Kränze, e nell'anno dopo dal dramma Tersites.
Nel periodo immediatamente precedente lo scoppio della prima guerra mondiale vennero rappresentati per la prima volta i drammi Der verwandelte Komödiant e Das Haus am Meer, e vennero pubblicate le novelle Mondscheingasse e Brennendes Geheimnis (Un bruciante segreto).
Influenzato dall'esperienza di guerra scrisse il dramma Jeremias, finito nel 1917, che considerava la sua opera più personale. Si tratta di una tragedia, che non è in prima linea pacifista, ma in cui mostra la "superiorità morale del vinto". Il tema biblico significava per lui anche una riscoperta delle sue radici ebraiche.
Dopo la guerra venne pubblicata la raccolta di biografie Drei Meister (Balzac, Dickens, Dostoevskij), oltre a racconti e testi biografici fra l'altro su Romain Rolland e Frans Masereel. Nel 1925 seguì Der Kampf mit dem Dämon (Hölderlin, Kleist, Nietzsche) (La lotta col demone - Hölderlin, Kleist, Nietzsche). È invece del 1926 l'adattamento teatrale del romanzo Volpone di Ben Jonson, dal quale fu tratto il film L'avventuriero di Venezia (Volpone, 1941).
Il grande successo di Zweig come autore ebbe inizio con la pubblicazione delle novelle Amok e Lettera di una sconosciuta del 1922, e della raccolta di novelle Verwirrung der Gefühle (Sovvertimento dei sensi) nel 1927. Nello stesso anno la raccolta di miniature storiche Sternstunden der Menschheit. Vierzehn historische Miniaturen (Momenti fatali. Quattordici miniature storiche) raggiunse una tiratura di 250.000 esemplari. Nel 1928 venne pubblicata la collezione di biografie Dichter ihres Lebens (Casanova, Stendhal, Tolstoj).

### Le grandi biografie
La sua prima grande biografia fu Joseph Fouché. Bildnis eines politischen Menschen (Fouché. Ritratto di un uomo politico), pubblicata nel 1929, studio di carattere e quadro preciso dell'epoca napoleonica, inteso anche come ammonimento per il presente. Nello stesso anno Zweig scrisse la tragicommedia Das Lamm des Armen (L’agnello di un povero), anch'essa ambientata nell'era napoleonica.
Seguì poi la raccolta Die Heilung durch den Geist (La guarigione spirituale) con biografie di Franz Anton Mesmer, Mary Baker Eddy e Sigmund Freud, particolarmente ammirato da Zweig. Contemporaneamente iniziò il lavoro al libretto La donna silenziosa insieme a Richard Strauss.
La seconda grande biografia Marie Antoinette. Bildnis eines mittleren Charakters (Maria Antonietta - Una vita involontariamente eroica), sull'ultima regina di Francia nell'ancien régime, pubblicata nel 1932, fu il maggiore successo letterario di Zweig. La successiva grande biografia, Triumph und Tragik des Erasmus von Rotterdam, venne pubblicata nel 1934, seguita l'anno successivo da Maria Stuart (Maria Stuarda), scritta a Londra. In seguito realizzò una biografia di Arturo Toscanini.
Nel 1936 venne pubblicato Castellio gegen Calvin oder Ein Gewissen gegen die Gewalt (Castellio contro Calvino, ovvero una coscienza contro la forza), in cui il poco conosciuto umanista francese Sébastien Castellion rappresenta un'immagine ideale dell'autore stesso, mentre il riformatore Giovanni Calvino ha i chiari tratti di Adolf Hitler. Il libro venne bene accolto da autori antifascisti come Lion Feuchtwanger, ma fu molto criticato, in particolare in Svizzera, a causa del modo in cui è rappresentato Calvino. Nel 1938 seguì Magellan. Der Mann und seine Tat (Magellano).

### Romanzi e novelle
L'unico romanzo di Zweig, Ungeduld des Herzens (L'impazienza del cuore), venne pubblicato nel 1939.
Nel 1982 esce postumo in Germania Estasi di libertà, assemblando una prima parte ad una seconda scritta a distanza di anni e mai rivista dall'autore (Rausch der Verwandlung il titolo scelto dall'editore tedesco dell'82, Postfräuleingeschichte il titolo pensato provvisoriamente da Zweig).
A Petrópolis scrisse Amerigo. Geschichte eines historischen Irrtums e la famosa Novella degli scacchi (Schachnovelle).

### L'autobiografia
Come ebreo laico, Zweig propugnava una pacifica assimilazione degli ebrei. Non si sentì perciò di aderire al sionismo nazionalista di Theodor Herzl pur ammirando l'ideologo austriaco che sognava la terra di Palestina quale patria di uno stato ebraico. In proposito, nel Mondo di ieri scrisse: "Ho sempre considerato particolare onore che un uomo dell'importanza
eccezionale di Theodor Herzl sia stato il primo a sostenermi in pubblico, da un
posto ben visibile e quindi di alta responsabilità. Fu per me una decisione
penosa non poter aderire, mostrando apparente ingratitudine e malgrado il suo
desiderio, con l'azione, persino nella direzione, al suo movimento sionistico.
Ma io non riuscivo a sentirmi veramente unito a quel moto".
(Stefan Zweig)
L'autobiografia di Zweig, Il mondo di ieri. Ricordi di un europeo, completata nel 1941, parte offrendo impressioni di vita viennese e mitteleuropea dagli anni del liceo, nel decennio anteriore alla prima guerra mondiale e ultimo strascico della rimpianta Belle Époque, descrivendo l'integrazione della cultura di origine ebraica nella società asburgica e il multiculturalismo di quest'ultima.
Il libro, che si sofferma più sugli eventi sociali e culturali dell'epoca che sui ricordi personali della sua vita privata, segnala anche senza indulgenze i difetti e le contraddizioni della società della Belle Époque (povertà di gran parte della popolazione europea, stato di minorità delle donne, ipocrisia sessuale ma contemporanea diffusione della prostituzione, ecc.), ma anche il crollo della mitologia del progresso indefinito, che animava la fine di secolo e che mostrò la corda nel carnaio della Grande guerra.
Zweig descrive i contatti tentati durante il primo conflitto mondiale con ambienti culturali lungo i due lati del campo di battaglia, allo scopo di mantenere una koinè che prescindesse dalla guerra. I titoli di molti capitoli (Eros matutinus, Universitas vitae) evocano una cultura umanista che riemerge - assai intaccata - dalla Grande guerra, in una serie di circoli letterari che saranno le prime vittime dell'insorgente dittatura nazista.
Zweig termina la narrazione esattamente il 1º settembre 1939, data dell'attacco della Germania nazista alla Polonia e inizio della seconda guerra mondiale, che l'autore apprese mentre si trovava allo sportello dell’ufficio anagrafe di Bath, poiché necessitava di alcuni documenti per poter recarsi a Stoccolma per un convegno del Pen Club. Per Zweig l'evento rappresentava la realizzazione delle sue peggiori paure e la fine di tutte le sue speranze.

## Opere in italiano
Sono state inserite soltanto le opere conosciute pubblicate in italiano, per un elenco completo delle opere originali si rimanda alla consultazione della pagina Wikipedia in lingua tedesca ed anche ai siti utilizzati come fonti.

### Romanzi e racconti
- Primavera al Prater (Praterfrühling, 1900) racconto 
trad. Luisa Coeta, Frassinelli, 1993
- Due anime sole (Zwei Einsame, 1901) racconto 
trad. Luisa Coeta, Frassinelli, 1993
- Un ripetente (Ein Verbummelter, 1901) racconto 
trad. Emilio Picco, Frassinelli, 1992
- Il pellegrinaggio (Die Wanderung, 1902) racconto 
trad. Loredana De Campi, Rizzoli, 1963; poi Passigli, 1994
trad. Federica Viggiani, Elliot, 2015
- La stella sul bosco (Der Stern über dem Walde, 1903) racconto 
trad. Loredana De Campi, Rizzoli, 1963; poi Passigli, 1994
- I miracoli della vita (Die Wunder des Lebens, 1904) racconto 
trad. Loredana De Campi, Rizzoli, 1963; poi Passigli, 1994
- L'amore di Erika Ewald (Die Liebe der Erika Ewald, 1904) racconto 
trad. Loredana De Campi, Rizzoli, 1963; poi Passigli, 1994
- La croce (Das Kreuz, 1906) racconto 
trad. Emilio Picco, Frassinelli, 1992
- Novelletta d’estate (Sommernovellette, 1906) racconto 
trad. Marcella Dreyfus, Sperling & Kupfer, 1936
trad. Loredana De Campi, Rizzoli, 1963; poi Passigli, 1993
- La governante (Die Gouvernante, 1907) racconto 
trad. Marcella Dreyfus, Sperling & Kupfer, 1936
trad. Loredana De Campi, Rizzoli, 1963; poi Passigli, 1993
- Storia nel crepuscolo (Geschichte in der Dämmerung, 1908) racconto 
trad. Marcella Dreyfus, Sperling & Kupfer, 1936
trad. Loredana De Campi, Rizzoli, 1963; poi Passigli, 1993
- Scarlattina (Scharlach, 1908) racconto 
trad. Luisa Coeta, Frassinelli, 1993
- Storia di una caduta (Geschichte eines Untergangs, 1910) racconto 
trad. Emilio Picco, come Storia di una sconfitta, Frassinelli, 1992
trad. Ada Vigliani, come Madame de Prie. Storia di una caduta, Adelphi, 2010
- Bruciante segreto (Brennendes Geheimnis, 1911) racconto 
trad. Marcella Dreyfus, Sperling & Kupfer, 1936
trad. Loredana De Campi, Rizzoli, 1963; poi Passigli, 1993
trad. Anna Dal Collo, SugarCo, 1982; poi Passigli, come Un bruciante segreto, 1988
trad. Emilio Picco, Frassinelli, 1993; poi Adelphi, 2007
trad. Silvia Montis, Newton Compton, 2013
trad. Nicoletta Giacon, Garzanti, 2020
- Il vicolo al chiaro di luna (Die Mondscheingasse, 1914) racconto 
trad. Emilio Picco, come Le ore siderali, Sperling & Kupfer, 1945; poi Frassinelli, 1992
trad. Barbara Griffini, Frassinelli, 1992
trad. Ada Vigliani, Adelphi, 2012
- La donna e il paesaggio (Die Frau und die Landschaft, 1917) racconto 
trad. Barbara Griffini, Frassinelli, 1992
trad. Ada Vigliani, Adelphi, 2012
- Episodio sul lago di Ginevra (Episode vom Genfer See, 1921, 1936) racconto 
trad. Emilio Picco, Sperling & Kupfer, 1938; poi Frassinelli, 1992
trad. Leonella Basiglini, Skira, 2014
- L'obbligo (Der Zwang, 1920) racconto 
trad. Leonella Basiglini, Skira, 2014
trad. Luca Sanfilippo, Analogon, 2019
trad. Iolanda Sanfilippo e Luca Sanfilippo, Intransito, 2022
- Paura (Angst, 1920) racconto 
trad. Ervino Pocar, come Angoscia, Mondadori, 1935
trad. Emilio Picco, come La paura, Sperling & Kupfer, 1938
trad. Luisa Coeta, come Angoscia, SugarCo, 1991
trad. Ada Vigliani, Adelphi, 2011
trad. Silvia Montis, Newton Compton, 2013
trad. Vittoria Schweizer, come Angoscia, Passigli, 2017
trad. Caterina Beghini, Garzanti, 2020
- Notte fantastica (Phantastische Nacht, 1922) racconto 
trad. Barbara Griffini, Frassinelli, 1992
trad. Ada Vigliani, Adelphi, 2012
- Amok (Der Amokläufer, 1922) racconto 
trad. Enrico Rocca, Sperling & Kupfer, 1930
trad. Emilio Picco, Sperling & Kupfer, 1945; poi Frassinelli, 1992; poi Adelphi, 2004
trad. Silvia Montis, Newton Compton, 2013
- Lettera di una sconosciuta (Brief einer Unbekannten, 1922) racconto 
trad. Berta Burgio Ahrens, anche come Lettera d'una sconosciuta, Sperling & Kupfer, 1932
trad. Emilio Picco, Luisa Coeta, Frassinelli, 1993
trad. Ada Vigliani, Adelphi, 2009
trad. Silvia Montis, Newton Compton, 2013
trad. Chicca Galli, Garzanti, 2014
- Gli occhi dell'eterno fratello (Die Augen des ewigen Bruders, 1922) racconto 
trad. Anita Rho, Sperling & Kupfer, 1937; poi Il melangolo, 1989
trad. Danilo Valeri, L'Argonauta, 1996
trad. Nada Carli, come Gli occhi del fratello eterno, Studio Tesi, 1994
trad. Ada Vigliani, Adelphi, 2013
- La collezione invisibile (Die unsichtbare Sammlung, scritto 1925, pubblicato 1964) racconto 
trad. Emilio Picco, Sperling & Kupfer, 1938
trad. Anna Ruchat, Pagine d'arte, 2015
- Rachele litiga con Dio (Rahel rechtet mit Gott, 1927) racconto 
trad. Anita Rho, come Rachele contende con Dio, Sperling & Kupfer, 1937
trad. Nada Carli, Studio Tesi, 1994
trad. Federica Viggiani, Elliot, 2015
- Ventiquattro ore nella vita di una donna (Vierundzwanzig Stunden aus dem Leben einer Frau, 1927) racconto 
trad. Berta Burgio Ahrens, come Ventiquattr'ore nella vita di una donna, Corbaccio, 1931; poi Dall'Oglio, 1946; poi Corbaccio 1993; poi Garzanti, 2014
trad. Cristina Baseggio, come Ventiquattro ore della vita di una donna, Sperling e Kupfer, 1951
trad. Luisa Coeta, come 24 ore nella vita di una donna, SugarCo, 1991; poi Donzelli, 2013
trad. Vittoria Schweizer, Passigli, 2013
- Tramonto d’un cuore (Untergang eines Herzens, 1927) racconto 
trad. Berta Burgio Ahrens, Corbaccio, 1931; poi Dall'Oglio, 1946; poi Corbaccio 1993; poi come Tramonto di un cuore, Garzanti, 2015
- Sovvertimento dei sensi (Verwirrung der Gefühle, 1927) racconto 
trad. Berta Burgio Ahrens, Corbaccio, 1931; poi Dall'Oglio, 1946; poi Corbaccio 1993; poi Garzanti, 2015
trad. Vittoria Schweizer, Passigli, 2014
- Leporella (Leporella, 1928) racconto 
trad. Berta Burgio Ahrens, Sperling & Kupfer, 1932
trad. Emilio Picco, Frassinelli, 1992
trad. Barbara Griffini, Frassinelli, 1992
trad. Ada Vigliani, Adelphi, 2012
- Mendel dei libri (Buchmendel, 1929) racconto 
trad. Emilio Picco, come Mendel il bibliofilo, Sperling & Kupfer, 1938
trad. Ada Vigliani, Adelphi, 2008
trad. Silvia Montis, Newton Compton, 2013
trad. Nicoletta Giacon, Garzanti, 2016
- Resistenza della realtà (Widerstand der Wirklichkeit, 1929) racconto 
trad. Emilio Picco e Luisa Coeta, Frassinelli, 1993
- Estasi di libertà (Rausch der Verwandlung, scritto 1930-1938, pubblicato 1982) romanzo incompiuto 
trad. Luciana Rotter, Barbès, 2011; poi Clichy, 2013
- Conoscenza con un mestiere (Unvermutete Bekanntschaft mit einem Handwerk, 1934) racconto 
trad. Emilio Picco, Sperling & Kupfer, 1938; poi, come Conoscenza imprevista di un'arte, Frassinelli, 1993
- Il candelabro sepolto (Der begrabene Leuchter, 1937) racconto 
trad. Anita Rho, Sperling & Kupfer, 1937; poi Skira, 2013
- L'impazienza del cuore (Ungeduld des Herzens,, 1939) romanzo 
trad. Lucia Paparella, come Felicità proibita, Sperling & Kupfer, 1947; poi Elliot, 2014
trad. Umberto Gandini, Frassinelli, 2004
- Un uomo che non si dimentica (Ein Mensch, den man nicht vergißt, 1939) racconto 
trad. Luisa Coeta, Frassinelli, 1993
- Clarissa (Clarissa. Ein Romanentwurf, scritto 1941, pubblicato 1990) romanzo incompiuto 
trad. Marco Zapparoli, Frassinelli, 1991; poi Elliot, 2015
- Novella degli scacchi (Schachnovelle, 1941) racconto 
trad. Lavinia Mazzucchetti, come La novella degli scacchi, Sperling & Kupfer, 1947
trad. Simona Martini Vigezzi, Garzanti, 1982
trad. Maria Anna Massimello, come La novella degli scacchi, BUR, 2013
trad. Rossella Rizzo, come La novella degli scacchi, SE, 2013
trad. Enrico Gianni, Einaudi, 2013
trad. Silvia Montis, Newton & Compton, 2013
- Era lui? (War er es?, 1943, postumo) racconto 
trad. Emilio Picco e Luisa Coeta, Frassinelli, 1993
trad. Ada Vigliani, come Legittimo sospetto, Adelphi, 2010
- La leggenda della terza colomba (Die Legende der dritten Taube, 1952, postumo) racconto 
trad. Anita Rho, Sperling & Kupfer, 1937
- Viaggio nel passato (Widerstand der Wirklichkeit, 1987, postumo) racconto 
trad. Anna Ruchat, Ibis, 2012

### Poesie e testi teatrali
- Corde d’argento (Silberne Saiten, 1901) poesie 
trad. Gabriella Rovagnati, Salerno, 1999
- Fuga e morte di Tolstoj (Die Fluche zu Gott, 1928) teatro 
trad. Stefania Sibillio, Stampa alternativa, 1992
- La donna silenziosa (Die schweigsame Frau. Komische Oper in drei Aufzügen. Programmbuch, 1935) libretto d’opera
- (L'agnello del povero)  (tragicommedia in 3 atti e 9 quadri 1952), Traduzione di Lavinia Mazzucchetti.Edita in Il Dramma nº 151 di febbraio 1952.

### Memorie e lettere
- Viaggio in Russia (Reise nach Russland, 1928) reportage 
trad. Vittoria Schweizer, Passigli, 2016
- Breve viaggio in Brasile (Kleine Reise nach Brasilien, 1936)
trad. Vittoria Schweizer e Simona Manetti Ignesti, Passigli, 2018
- Il mondo di ieri: ricordi di un europeo (Die Welt von Gestern. Erinnerungen eines Europäers, 1944, postumo) autobiografia 
trad. Giorgio Picconi, De Carlo, 1945
trad. Lavinia Mazzucchetti, Mondadori, 1946
trad. Giuseppe Dolei, Edizioni del Prisma, 1995
trad. Silvia Montis, Newton Compton, 2013
trad. Lorena Paladino, Garzanti, 2014
- Vuole essere il mio Shakespeare? Lettere 1931-1936 (con Richard Strauss) (Richard Strauss - Stefan Zweig. Briefwechsel, 1957, postumo) lettere 
trad. Roberto Di Vanni, Archinto, 2009
- La coppa di silenzio: lettere 1906-1926 (con Rainer Maria Rilke) (Rainer Maria Rilke und Stefan Zweig in Briefen und Dokumenten, 1987, postumo) lettere 
trad. Antonio Foggi, Archinto, 1989
- Sull'orlo dell'abisso: diario di guerra in Svizzera diario 
trad. Mattia Mantovani, Dadò, 2009
- L'amicizia è la vera patria (con Joseph Roth) (“Jede Freundschaft mit mir ist verderblich”. Briefwechsel 1927-1938, 2014) lettere 
trad. Nicola Zippel, Castelvecchi, 2015

### Saggi e articoli
- Un poeta in cerca di Dio (Verse eines Gottsuchers, 1906) articolo 
trad. Simonetta Carusi, Archinto, 2021
- Le Nuove Poesie di Rilke (Rilkes Neue Gedichte , 1908) articolo 
trad. Simonetta Carusi, Archinto, 2021
- Ritorno alla fiaba (Rückkehr zum Märchen, 1912) articolo 
trad. Simonetta Carusi, Archinto, 2021
- Il mondo senza sonno (Die schlaflose Welt, 1914) articolo 
trad. Leonella Basiglini, Skira, 2014
trad. Marco Licata, come Il mondo insonne, Piano B, 2018
- Il ritorno di Gustav Mahler (Gustav Mahlers Wiederkehr, 1915) 
trad. Luisa Coeta, Frassinelli, 1995
trad. Vittoria Schweizer, Passigli, 2017
- La torre di Babele (Der Turm zu Babel, 1916, poi 1930) articolo 
trad. Luisa Coeta, Frassinelli, 1995
trad. Leonella Basiglini, Skira, 2015
trad. Marco Licata, Piano B, 2018
- Mater dolorosa. Le lettere della madre di Nietzsche a Overbeck (Mater Dolorosa. Die Briefe von Nietzsches Mutter an Overbeck, 1917) 
trad. Cinzia Romani, Frassinelli, 1993; poi Piano B, 2016
- Il dramma nelle Mille e una notte  (Das Drama in Tausendendeine Nacht , 1917) articolo 
trad. Simonetta Carusi, Archinto, 2021
- La tragedia dell'oblio (Die Tragik der Vergeßlichkeit, scritto 1919, pubblicato 1960) articolo 
trad. Marco Licata, Piano B, 2018
- Tre maestri: Balzac, Dickens, Dostojevskij (Drei Meister: Balzac, Dickens, Dostojewski, 1920) biografie 
trad. Berta Burgio Ahrens, Sperling & Kupfer, 1932 
  - Balzac
  - Dickens 
trad. Anna Vivavi, Elliot, 2013 
  - Dostojevskij 
trad. Mario Britti, Castelvecchi, 2013
- Marceline Desbordes-Valmore: ritratto di una poetessa (Marceline Desbordes-Valmore, 1920) biografia 
trad. Natascia Pennacchietti, Antonio Veneziani e Maria Borgese, Castelvecchi, 2013
- Opportunismo, il nemico universale (Opportunismus, der Weltfeind, 1920) articolo 
trad. Marco Licata, Piano B, 2018
- Romain Rolland: l'uomo e la sua opera (Romain Rolland. Der Mann und das Werk, 1921) biografia 
trad. Ileana Gradante, Castelvecchi, 2014
- La storia è giusta? (Ist die Geschichte gerecht?, scritto 1922, pubblicato 1960) articolo 
trad. Marco Licata, Piano B, 2018
- La vita di Paul Verlaine ( Paul Verlaines Lebensbild, 1922) 
trad. Cinzia Romani, Frassinelli, 1993; poi Piano B, 2016
trad. Massimo De Pascale, Castelvecchi, 2015
- Lord Byron. Lo spettacolo di una grande vita (Lord Byron. Das Schauspiel eines großen Lebens, 1924) 
trad. Cinzia Romani, Frassinelli, 1993; poi Piano B, 2016
- La tragica esistenza di Marcel Proust (Marcel Prousts tragischer Lebenslauf, 1925) 
trad. Cinzia Romani, Frassinelli, 1993; poi Piano B, 2016
- La lotta col demone: Hölderlin, Kleist, Nietzsche (Der Kampf mit dem Dämon: Hölderlin, Kleist, Nietzsche, 1925) biografie 
trad. Aldo Oberdorfer, Sperling & Kupfer, 1933
trad. Tiziana Prina e Simona Guccione, Frassinelli, 1992 
  - Hölderlin
trad. Aldo Oberdorfer, Tullio Pironti, 2015 
  - Kleist
trad. Aldo Oberdorfer, Tullio Pironti, 2015; poi Castelvecchi, 2016 
  - Nietzsche
trad. Aldo Oberdorfer, come Il demone di Nietzsche, Medusa, 2014; poi Tullio Pironti, 2015; Piano B, 2015
- La monotonizzazione del mondo (Die Monotonisierung der Welt, 1925) articolo 
trad. Marco Licata, Piano B, 2018
- Beatrice Cenci tra verità e leggenda (Legende und Wahrheit der Beatrice Cenci, 1926) 
trad. Cinzia Romani, Frassinelli, 1993; poi Piano B, 2016
- Le traversie e la fine di Pierre Bonchamps. La tragedia di Philippe Daudet (Irrfahrt und Ende Pierre Bonchamps’. Die Tragödie Philippe Daudets, 1926) 
trad. Cinzia Romani, Frassinelli, 1993; poi Piano B, 2016
- Il diario di una adolescente (Das Tagebuch eines halbwüchsigen Mädchen, 1926) articolo 
trad. Simonetta Carusi, Archinto, 2021
- Momenti fatali (Sternstunden der Menschheit. Vierzehn historische Miniaturen, 1927) miniature storiche 
trad. Donata Berra, Adelphi, 2005 
  - L'ora fatale di Waterloo (Die Weltminute von Waterloo) 
trad. Berta Burgio Ahrens, come L’attimo mondiale di Waterloo, Sperling & Kupfer, 1935 
  - L'elegia di Marienbad (Die Marienbader Elegie) 
trad. Berta Burgio Ahrens, Sperling & Kupfer, 1935 
  - La scoperta dell'Eldorado (Die Entdeckung Eldorados) 
trad. Berta Burgio Ahrens, Sperling & Kupfer, 1935 
  - Momento eroico (Heroischer Augenblick)
  - La gara per il Polo Sud ( Der Kampf um den Südpol) 
trad. Berta Burgio Ahrens, come La lotta per il polo sud, Sperling & Kupfer, 1935 
  - Fuga verso l'immortalità (Flucht in die Unsterblichkeit)
  - La conquista di Bisanzio (Die Eroberung von Byzanz)
  - La risurrezione di Georg Friedrich Händel (Georg Friedrich Händels Auferstehung) 
trad. Marcella Gorra, Sperling & Kupfer, 1935
trad. Lorenza Venturi, come La resurrezione di Haendel, Passigli, 1994 
  - Il genio di una notte (Das Genie einer Nacht)
  - La prima parola che valica l'oceano (Das erste Wort über den Ozean)
  - La fuga verso Dio (Die Flucht zu Gott)
  - Il vagone piombato (Der versiegelte Zug)
  - Cicerone (Cicero, 1940) 
trad. Massimo De Pascale, Castelvecchi, 2016 
  - Wilson fallisce (Wilson versagt, 1940)
- Destra e sinistra. Un romanzo di Joseph Roth ( Rechts und Links. Roman von Joseph Roth , 1929) articolo 
trad. Simonetta Carusi, Archinto, 2021
- Giobbe. Romanzo di un uomo semplice di Joseph Roth (Der Roman Hiob von Joseph Roth, 1930) articolo 
trad. Simonetta Carusi, Archinto, 2021
- Il nuovo libro di Freud: Il disagio della civiltà  (Freuds neues Werk Das Unbehagen in der Kultur , 1930) articolo 
trad. Simonetta Carusi, Archinto, 2021
- Il libro come accesso al mondo (Das Buch als Eingang zur Welt, 1931) articolo 
trad. Simonetta Carusi, Archinto, 2021
- Léon Bazalgette
- Ypres (Ypres, 1928) articolo 
trad. Leonella Basiglini, Skira, 2014
- Tre poeti della propria vita: Casanova, Stendhal, Tolstoi (Drei Dichter ihres Lebens: Casanova, Stendhal, Tolstoi, 1928) biografie 
trad. Enrico Rocca, Sperling & Kupfer, 1928 
  - Casanova 
trad. Enrico Rocca, Medusa, 2015; poi Castelvecchi, 2015
trad. Matteo Galli, Settecolori, 2025 
  - Stendhal 
trad. Enrico Rocca, Castelvecchi, 2015 
  - Tolstoi 
trad. Enrico Rocca, come Tolstoj: l'ultima profezia, Medusa, 2015
- Il libro come visione del mondo (Das Buch als Weltbild, 1928) articolo 
trad. Simonetta Carusi, Archinto, 2021
- Fouché: ritratto di un uomo politico (Joseph Fouché. Bildnis eines politischen Menschen, 1929) biografia 
trad. Lavinia Mazzucchetti, come Fouché: il genio tenebroso, Mondadori, 1930; poi Frassinelli, 1991; poi Castelvecchi, 2013
- L'anima che guarisce: Mesmer, Mary Baker Eddy, Sigmund Freud (Die Heilung durch den Geist: Mesmer, Mary Baker Eddy, Freud, 1931) biografie 
trad. Lavinia Mazzucchetti, Sperling & Kupfer, 1931; poi come L'anima che guarisce: Mesmer, Mary Baker-Eddy, Freud, e/o, 2005 
  - Mesmer 
trad. Lavinia Mazzucchetti, Castelvecchi, 2015 
  - Mary Baker Eddy
  - Sigmund Freud 
trad. Lavinia Mazzucchetti, Lucarini, 1991; poi come Freud, Castelvecchi, 2015
- Maria Antonietta: una vita involontariamente eroica (Marie Antoinette. Bildnis eines mittleren Charakters, 1932) biografia 
trad. Lavinia Mazzucchetti, Mondadori, 1933; poi Castelvecchi, 2013
- Il pensiero europeo nella sua evoluzione storica (Die europäische Gedanke in senier historischen Entwicklung, 1932) conferenza 
trad. Leonella Basiglini, Skira, 2015
- Disintossicazione morale dell'Europa (Die moralische Entgiftung Europas, 1932) conferenza 
trad. Leonella Basiglini, Skira, 2015
- Erasmo da Rotterdam (Triumph und Tragik des Erasmus von Rotterdam, 1934) biografia 
trad. Lavinia Mazzucchetti, Mondadori, 1935; poi Rusconi, 1981; poi Bompiani, 2002; poi Castelvecchi, 2015
- L'unificazione dell'Europa (Einigung Europas, 1934) 
trad. Leonella Basiglini, Skira, 2015
- Maria Stuarda (Maria Stuart, 1935) biografia 
trad. Lavinia Mazzucchetti, Mondadori, 1935
trad. Lorenza Pampaloni, come Maria Stuarda: un’eroina tragica, Rusconi, 1983; poi come Maria Stuarda: la rivale di Elisabetta I, Bompiani, 2013; poi Castelvecchi, 2015
- Arturo Toscanini (Arturo Toscanini. Ein Bildnis, 1936) introduzione 
trad. Lavinia Mazzucchetti, Bocca, 1937
trad. Matteo Chiarini, Castelvecchi, 2015
trad. Lorenza Venturi, Passigli, 2017
- Castellio contro Calvino, ovvero una coscienza contro la forza (Castellio gegen Calvin oder. Ein Gewissen gegen die Gewalt, 1936) 
trad. Albina Calenda, Mario Fiorentino, 1945
trad. Franca Parini, come Castellio contro Calvino: Una coscienza contro la forza, Castelvecchi, 2015
- Tolstoj pensatore religioso e sociale (Tolstoi als religiöser und sozialer Denker, 1937) saggio 
trad. Cinzia Romani, Frassinelli, 1993; poi Piano B, 2016
- Magellano (Magellan. Der Mann und seine Tat, 1938) biografia 
trad. Lavinia Mazzucchetti, Mondadori, 1938; poi Frassinelli, 1992; poi Rizzoli, 2006
trad. Nicoletta Giacon, Garzanti, 2020
- La storia come inventrice di storie (Die Geschichte als Dichterin, 1939) 
trad. Matteo Chiarini, Castelvecchi, 2016
- La storia di domani (Geschichtsschreibung von morgen, scritto 1939, pubblicato 1943) articolo 
trad. Marco Licata, Piano B, 2018
- Brasile: terra dell'avvenire (Brasilien. Ein Land der Zukunft, 1941) 
trad. Mario Merlini, Sperling & Kupfler, 1949
trad. Vincenzo Benedetti, come Brasile: terra del futuro, Elliot, 2013
- In quest'ora buia (In dieser dunklen Stunde, 1941) articolo 
trad. Marco Licata, Piano B, 2018
- Montaigne (Montaigne, scritto 1941-1942, pubblicato postumo 1995) biografia incompiuta 
trad. Luisa Coeta, Frassinelli, 1995
trad. Ilenia Gradante, Castelvecchi, 2014
- La patria comune del cuore (Zeit und Welt. Gesammelte Aufsätze und Vorträge 1904–1940, 1943, postumo) 
trad. Emilio Picco, Frassinelli, 1993; poi, come Tempo e mondo, Piano B, 2014
- Amerigo (Amerigo. Die Geschichte eines historischen Irrtums, 1944, postumo) 
trad. Luisa Paparella, Mondadori, 1946; poi come Amerigo: il racconto di un errore storico, Elliot, 2012
trad. Cinzia Romani, come Amerigo: storia di un errore storico, Frassinelli, 1993; poi Piano B, 2016
- Balzac (Balzac. Eine Biographie, 1946, postumo) biografia 
trad. Lavinia Mazzucchetti, Mondadori, 1950; poi Castelvecchi, 2013
- Il mistero della creazione artistica (Das Geheimnis des künstlerischen Schaffens, 1984, postumo) 
trad. Giovanna Albonico, Pagine d'arte, 2017

### Raccolte e antologie
- Voci d’amore (Die Liebe der Erika Ewald. Novellen, 1904) 
(contiene L'amore di Erika Ewald, La stella nel bosco, Il pellegrinaggio e I miracoli della vita)
trad. Loredana De Campi, Rizzoli, 1963; poi come L'amore di Erika Ewald, Passigli, 1994
- Adolescenza: quattro storie del paese dell'infanzia (Erstes Erlebnis. Vier Geschichten aus Kinderland, 1911) 
(contiene Storia nel crepuscolo, La governante, Bruciante segreto e Novelletta d’estate)
trad. Marcella Dreyfus, Sperling & Kupfer, 1933
trad. Loredana De Campi, come Quattro storie della prima esperienza, Rizzoli, 1963; poi, come Storia nel crepuscolo, Passigli, 1993; poi, come Bruciante segreto: quattro storie del paese dei bambini, Passigli, 2013
- Sovvertimento dei sensi (Verwirrung der Gefühle. Drei Novellen, 1927) 
(contiene Ventiquattro ore nella vita di una donna, Tramonto d’un cuore e Sovvertimento dei sensi)
trad. Berta Burgio Ahrens, Corbaccio, 1931; poi Dall'Oglio, 1946; poi Corbaccio 1993
- Lettera d'una sconosciuta; Leporella 
(contiene Lettera d'una sconosciuta e Leporella)
trad. Berta Burgio Ahrens, Sperling & Kupfer, 1932
- Momenti eccelsi; La resurrezione di Händel 
(contiene L’attimo mondiale di Waterloo, L’elegia di Marienbad, La scoperta dell'Eldorado, La lotta per il polo sud e La resurrezione di Händel)
trad. Berta Burgio Ahrens e Marcella Gorra, Sperling & Kupfer, 1935
- Leggende 
(contiene La leggenda della terza colomba, Il candelabro sepolto, Gli occhi dell'eterno fratello e Rachele contende con Dio)
trad. Anita Rho, Sperling & Kupfer, 1937,
- La paura; Episodio sul lago di Ginevra; Mendel il bibliofilo; La collezione invisibile; Conoscenza con un mestiere 
(contiene La paura, Episodio sul lago di Ginevra, Mendel il bibliofilo, La collezione invisibile e Conoscenza con un mestiere)
trad. Emilio Picco, Sperling & Kupfer, 1938
- Caleidoscopio 
(contiene Lettera di una sconosciuta, Amok e Le ore siderali)
trad. Berta Burgio Ahrens e Emilio Picco, Sperling & Kupfer, 1945
- Eventi e racconti 
(contiene Bruciante segreto, Storia nel crepuscolo, La governante, Novelletta d’estate e La paura)
trad. Marcella Dreyfus e?, Sperling & Kupfer, 1945
- Incontri e amicizie 
(contiene Gor'kij, Rilke, Freud, Toscanini, Schweitzer)
trad. Anita Lamentini, Mondadori, 1950
- Ventiquattro ore della vita di una donna; Lettera di una sconosciuta; Leporella; Amok 
(contiene Ventiquattro ore della vita di una donna, Lettera di una sconosciuta, Leporella e Amok)
trad. Cristina Baseggio e Berta Burgio Ahrens e Enrico Rocca, Sperling e Kupfer, 1951
- La torre di Babele (Europäisches Erbe, 1960, postumo) 
(contiene Montaigne, Chateaubriand, Jaurès, Léon Bazalgette, Edmond Jaloux, Romain Rolland, Pour Ramuz!, Lafcadio Hearn, Niels Lyhne di Jens Peter Jacobsen, Sadhâna di Rabindranath Tagore, Il dramma nelle Mille e una notte, E.T.A. Hoffmann, Il ritorno di Gustav Mahler, Arthur Schnitzler. In occasione del sessantesimo compleanno, Jakob Wassermann, Peter Rosegger, Anton Kippenberg, Passando vicino a un uomo poco appariscente: Otto Weininger, Congedo da Alexander Moissi, Walther Rathenau, Rainer Maria Rilke. Una conferenza a Londra, Joseph Roth, La tragedia dell’oblio, La Storia è giusta? e La torre di Babele)
trad. Luisa Coeta, Frassinelli, 1995
- Opere scelte 
(contiene Tre maestri: Balzac, Dickens, Dostojevskij, La lotta col demone: Hölderlin, Kleist, Nietzsche, Tre poeti della propria vita: Casanova, Stendhal, Tolstoi, L'anima che guarisce: Mesmer, Mary Baker Eddy, Sigmund Freud, Erasmo da Rotterdam, Castellio contro Calvino, ovvero una coscienza contro la forza, Fouché: ritratto di un uomo politico, Magellano, Amerigo: storia di un errore storico, L'attimo mondiale di Waterloo, L’elegia di Marienbad, La scoperta dell’Eldorado, La lotta per il polo sud e La resurrezione di Händel, Gli occhi dell'eterno fratello, Il candelabro sepolto, Amok, Leporella, La novella degli scacchi, Gor'kij, Rilke, Freud, Toscanini, Schweitzer e Il mondo di ieri)
trad. vari, Mondadori-Sperling & Kupfer, 1961
- Notte fantastica 
(contiene La donna e il paesaggio, Notte fantastica, Il vicolo al chiaro di luna e Leporella)
trad. Barbara Griffini, Frassinelli, 1992
- Amok e altri racconti di lucida follia (Der Amokläufer. Erzählungen, 1984) 
(contiene Storia di una sconfitta, La croce, Un ripetente, Amok, Il vicolo al chiaro di luna, Leporella e Episodio sul lago di Ginevra)
trad. Emilio Picco, Frassinelli, 1992
- Lettera di una sconosciuta e altri racconti (Praterfrühling. Erzählungen, 1990) 
(contiene Bruciante segreto, Scarlattina, Lettera di una sconosciuta, Primavera al Prater, Due anime sole, Resistenza della realtà, Era lui?, Un uomo che non si dimentica e Conoscenza imprevista di un'arte)
trad. Emilio Picco e Luisa Coeta, Frassinelli, 1993
- Uomini e destini 
(contiene Amerigo: storia di un errore storico, Beatrice Cenci tra verità e leggenda, Lord Byron. Lo spettacolo di una grande vita, La tragica esistenza di Marcel Proust, Tolstoj pensatore religioso e sociale, Nietzsche e l'amico, Mater dolorosa. Le lettere della madre di Nietzsche a Overbeck, La vita di Paul Verlaine e Le traversie e la fine di Pierre Bonchamps. La tragedia di Philippe Daudet)
trad. Cinzia Romani, Frassinelli, 1993; poi Piano B, 2016
- Gli occhi del fratello eterno 
(contiene Gli occhi del fratello eterno e Rachele litiga con Dio)
trad. Nada Carli, Studio Tesi, 1994
- La resurrezione di Haendel e altri scritti musicali 
(contiene La resurrezione di Haendel, Parsifal a New York, Busoni, Arturo Toscanini: un ritratto e Bruno Walter: l’arte della dedizione)
trad. Lorenza Venturi, Passigli, 1994
- Storia di una caduta
(contiene Legittimo sospetto e Madame de Prie. Storia di una caduta)
trad. Ada Vigliani, Adelphi, 2010
- Notte fantastica 
(contiene La donna e il paesaggio, Notte fantastica, Il vicolo al chiaro di luna e Leporella)
trad. Ada Vigliani, Adelphi, 2012
- Mendel dei libri; Amok; Bruciante segreto 
(contiene Mendel dei libri, Amok e Bruciante segreto)
trad. Silvia Montis, Newton Compton, 2013
- Novella degli scacchi; Paura; Lettera di una sconosciuta 
(contiene Novella degli scacchi, Paura e Lettera di una sconosciuta)
trad. Silvia Montis, Newton Compton, 2013
- Il mondo senza sonno 
(contiene Il mondo senza sonno, Episodio sul lago di Ginevra, L’obbligo e Ypres)
trad. Leonella Basiglini, Skira, 2014
- Due amori 
(contiene La stella sul bosco e L'amore di Erika Ewald)
trad. Loredana De Campi, Passigli, 2015
- I miracoli della vita 
(contiene I miracoli della vita e Il pellegrinaggio)
trad. Loredana De Campi, Passigli, 2015
- Rachele litiga con Dio 
(contiene Rachele litiga con Dio e Il pellegrinaggio)
trad. Federica Viggiani, Elliot, 2015
- Appello agli Europei 
(contiene La torre di Babele, Il pensiero europeo nella sua evoluzione storica, Disintossicazione morale dell'Europa e L'unificazione dell'Europa)
trad. Leonella Basiglini, Skira, 2015
- Quel paesaggio lontano: pagine di viaggio e di libertà 
trad. Gabriella Rovagnati, Edt, 2016
- Il ritorno di Gustav Mahler e altri scritti musicali 
(contiene La resurrezione di Haendel, Parsifal a New York, Busoni, Arturo Toscanini: un ritratto, Bruno Walter: l’arte della dedizione e Il ritorno di Gustav Mahler)
trad. Lorenza Venturi e Vittoria Schweizer, Passigli, 2017
- Opportunismo. Il nemico universale 
(contiene Opportunismo, il nemico universale, La monotonizzazione del mondo, Il mondo insonne, Visita agli spensierati, La tragedia dell'oblio, La storia è giusta?, La storia di domani, La torre di Babele e In quest'ora buia)
trad. Marco Licata, Piano B, 2018
- Il libro come accesso al mondo e altri saggi 
(contiene Il libro come accesso al mondo, Ritorno alla fiaba, Il diario di una adolescente, Un poeta in cerca di Dio, Le Nuove Poesie di Rilke,  Destra e sinistra. Un romanzo di Joseph Roth,  Giobbe. Romanzo di un uomo semplice di Joseph Roth, Il nuovo libro di Freud: Il disagio della civiltà , Il dramma nelle Mille e una notte , Il libro come visione del mondo)

## Filmografia
- Stefan Zweig: Farewell to Europe, regia di Maria Schrader, Germania, 2016.